# Tensão de corte

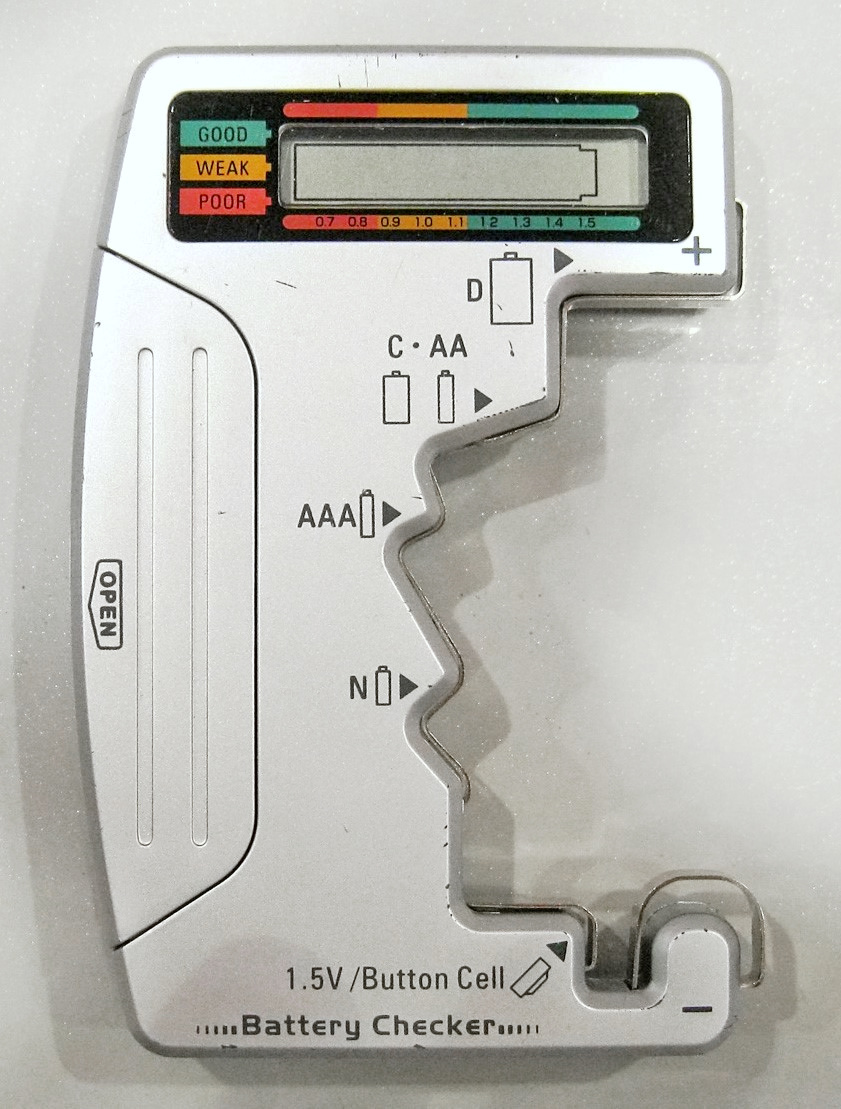
Um verificador de bateria

Na eletrônica, a tensão de corte é a tensão na qual uma bateria é considerada totalmente descarregada, além da qual uma descarga adicional pode causar danos. Alguns dispositivos eletrônicos, como telefones celulares, são desligados automaticamente quando a tensão de corte é atingida.

## Baterias
Em baterias, a tensão de corte é a tensão limite inferior prescrita na qual a descarga da bateria é considerada completa. A tensão de corte é geralmente escolhida de forma que a máxima capacidade útil da bateria seja alcançada. Esse valor varia de uma bateria a outra e é altamente dependente do tipo de bateria e do serviço em que ela é utilizada. Ao testar a capacidade de uma bateria de NiMH ou NiCd, uma tensão de corte de 1,0 V por célula é normalmente usada, enquanto a de uma pilha alcalina vale cerca de 0,9 V. Dispositivos com tensões de corte muito altas podem parar de funcionar mesmo enquanto a bateria ainda tem capacidade restante significativa.

### Tensão de corte em aparelhos eletrônicos portáteis
Alguns equipamentos portáteis não usam totalmente o espectro de baixa tensão de uma bateria. A energia do equipamento é cortada antes que uma parte relativamente grande da vida útil da bateria tenha sido usada.
Uma alta tensão de corte é mais difundida do que talvez se presuma. Por exemplo, uma determinada marca de telefone celular que é alimentado por uma bateria de íon lítio de célula única para de funcionar a 3,3 V. O íon lítio pode ser descarregado até 3 V ou menos; no entanto, com uma descarga de 3,3 V (à temperatura ambiente), cerca de 92–98% da capacidade é usada. É importante ressaltar que, particularmente no caso de baterias de íon lítio, que são usadas na grande maioria dos eletrônicos portáteis atualmente, um corte de tensão abaixo de 3,2 V pode levar à instabilidade química na célula, tendo por resultado uma reduzida vida útil da bateria. Por esse motivo, os fabricantes de eletrônicos tendem a usar tensões de corte mais altas, eliminando a necessidade de os consumidores comprarem baterias substitutas antes que outros mecanismos de falha apresentem-se em um dispositivo.